# Myiobius atricaudus
Myiobius atricaudus е вид птица от семейство Tyrannidae.

## Разпространение
Видът е разпространен в Бразилия, Венецуела, Еквадор, Колумбия, Коста Рика, Панама и Перу.